# Bioparque Amaru
Bioparque Amaru is een dierentuin bij de stad Cuenca in Ecuador. In het park worden hoofdzakelijk inheemse diersoorten gehouden.

## Parkopzet
Bioparque Amaru ligt op een berghelling ten zuidoosten van Cuenca. Het park is verdeeld in vijf zones:
- Los Andes: dit parkdeel beslaat ongeveer de helft van het parkoppervlak en ligt direct na de ingang. In dit gebied zijn diersoorten uit de Andes te zien, zoals Andescondors, Andesvossen, brilberen, poema's en witstaartherten.
- Mágico Bosque Seco: dit kleine parkdeel is gewijd aan de droogbossen en halsbandpekari's worden hier gehouden.
- Amazonía: in het Amazone-parkdeel leven onder meer papegaaien, apen, laaglandtapirs en pardelkatten. Doodshoofdapen en ara's kunnen zich vrij binnen het gebied bewegen. Tevens zijn er in dit parkdeel enkele gebouwen met terraria voor slangen, schildpadden en kikkers.
- Islas Encantadas: reuzenschildpadden en blauwvoetgenten bewonen dit gebied als vertegenwoordigers van de Galápagos.
- África Salvaje: in dit parkdeel zijn enkele exotische diersoorten te zien met leeuwen, struisvogels, blauwe pauwen en helmparelhoenders.

## Centro de Conservación de Anfibios
Bioparque Amaru speelt een belangrijke rol in beschermingsprojecten van met uitsterven bedreigde amfibieën in Ecuador. Een van de gebouwen, het Centro de Conservación de Anfibios, is ingericht voor fokprogramma's voor meerdere soorten kikkers en padden uit het zuiden van het land. Het gebouw is ingericht met tientallen terraria en omvat drie ruimtes voor amfibieën met klimaatcontrole voor soorten uit tropische, gematigde en koude ecosystemen, een quarantainedeel, ruimtes voor wateropslagtanks en filtratie, een ruimte voor wetenschappelijk onderzoek en een kweekruimte voor voedsel, zoals fruitvliegen, kevers, springstaarten, motten, krekels en muizen. Daarnaast is er sinds 2014 een bezoekbaar gebouw met twaalf terraria met kikkers en padden. Vanuit het Centro de Conservación de Anfibios worden ook projecten gecoördineerd gericht op bescherming van leefgebieden.
Het Centro de Conservación de Anfibios startte in 2010 met fokprogramma's voor acht soorten: de klompvoetkikkers Atelopus nanay en A. wampukrum, de buidelkikkers Gastrotheca litomedis,  G. monticola en  G. pseustes, de pijlgifkikkers Hyloxalus anthracinus en H. vertebralis, en de smalbekkikker Nelsonphryne equatorialis. Later werden andere soorten pijlgifkikkers, buidelkikkers en klompvoetkikkers aan de collectie toegevoegd, evenals de boomkikker Hyloscirtus tapichalaca.
In 2017 heeft het Centro de Conservación de Anfibios twee grote projecten. Enerzijds richt het centrum zich op amfibieën uit de Cordillera del Cóndor, een bergketen in de zuidoostelijke Amazone-provincies Morona-Santiago en Zamora-Chinchipe in het grensgebied met Peru. De amfibieën in dit gebied worden bedreigd door hydrolelektrische en mijnbouwprojecten, de aanleg van internationale wegen en nederzettingen en chytridiomycose. Naast voor Atelopus wampukrum heeft het Centro de Conservación de Anfibios ook fokprogramma's opgezet voor de glaskikkers Rulyrana mcdiarmidi, Cochranella erminea en Espadarana audax uit de Cordillera de Cóndor. Daarnaast is er een project voor bedreigde amfibiesoorten uit de stad Cuenca met naast fokprogramma's ook plannen voor reïntroductie in geselecteerde natuurgebieden.